# МКХ-10: Клас XIV. Хвороби сечостатевої системи

## (N00-N99) Клас XIV. Хвороби сечостатевої системи

### (N00-N08) Гломерулярні хвороби
| (N00)   | Гострий нефротичний синдром                                                                         |
| (N01)   | Швидко прогресуючий нефротичний синдром                                                             |
| (N02)   | Рецидивуюча та персистируюча гематурія                                                              |
| (N03)   | Хронічний нефротичний синдром                                                                       |
| (N04)   | Нефротичний синдром                                                                                 |
| (N05)   | Неуточнений нефротичний синдром                                                                     |
| (N06)   | Ізольована протеїнурія з уточненим морфологічним ураженням                                          |
| (N07)   | Спадкова нефропатія, не класифікована в інших рубриках                                              |
| (N08)   | Гломерулярні порушення при хворобах, класифікованих в інших рубриках                                |
| (N08.0) | Гломерулярні порушення при інфекційних та паразитарних, класифікованих в інших рубриках             |
| (N08.1) | Гломерулярні порушення при неоплазіях                                                               |
| (N08.2) | Гломерулярні порушення при хворобах крові і ураженнях, які залучають імунні механізми               |
| (N08.3) | Гломерулярні порушення при цукровому діабеті (Е10-Е14+ з характеристикою після четвертого знаку .2) |
| (N08.4) | Гломерулярні порушення при інших ендокринних, аліментарних і метаболічних захворюваннях             |
| (N08.5) | Гломерулярні порушення при системних ураженнях сполучної тканини                                    |
| (N08.8) | Гломерулярні порушення при інших хворобах, класифікованих в інших рубриках                          |

### (N10-N16) Ниркові тубулоінтерстиціальні хвороби
| (N10)   | Гострий тубуло-інтерстиціальний нефрит                                                                             |
| (N11)   | Хронічний тубуло-інтерстиціальний нефрит                                                                           |
| (N11.0) | Необструктивний хронічний пієлонефрит асоційований з рефлюксом                                                     |
| (N11.1) | Хронічний обструктивний пієлонефрит                                                                                |
| (N11.8) | Інший хронічний тубуло-інтерстиціальний нефрит                                                                     |
| (N11.9) | Хронічний тубуло-інтерстиціальний нефрит, неуточнений                                                              |
| (N12)   | Тубуло-інтерстиціальний нефрит, не уточнений як гострий чи хронічний                                               |
| (N13)   | Обструктивна та рефлюкс-уропатія                                                                                   |
| (N13.0) | Гідронефроз з обструкцією уретеро-тазового з'єднання                                                               |
| (N13.1) | Гідронефроз зі стенозом сечовода, не класифікований в інших рубриках                                               |
| (N13.2) | Гідронефроз з калькульозною обструкцією нирки і сечовода                                                           |
| (N13.3) | Інший і неуточнений гідронефроз                                                                                    |
| (N13.4) | Гідроуретер |
| (N13.5) | Скручування і стеноз сечовода без гідроуретера                                                                     |
| (N13.6) | Піонефроз |
| (N13.7) | Везикоуретерна-рефлюкс-асоційована уропатія                                                                        |
| (N13.8) | Інша обструктивна і рефлюкс-уропатія                                                                               |
| (N13.9) | 0бструктивна і рефлюкс-уропатія, неуточнена                                                                        |
| (N14)   | Тубуло-інтерстиціальні та тубулярні ураження, викликані ліками та важкими металами                                 |
| (N14.0) | Нефропатія, спричинена анальгетиками                                                                               |
| (N14.1) | Нефропатія, спричинена іншими ліками, медичними препаратами і біологічними речовинами                              |
| (N14.2) | Нефропатія, спричинена неуточненими ліками, медичними препаратами чи біологічними речовинами                       |
| (N14.3) | Нефропатія, індукована важкими металами                                                                            |
| (N14.4) | Токсична нефропатія, не класифікована в інших рубриках                                                             |
| (N15)   | Інші ниркові тубуло-інтерстиціальні хвороби                                                                        |
| (N15.0) | Балканська нефропатія                                                                                              |
| (N15.1) | Нирковий і перинефральний абсцеси                                                                                  |
| (N15.8) | Інші уточнені ниркові тубуло-інтерстиціальні хвороби                                                               |
| (N15.9) | Ниркові тубуло-інтерстиціальні хвороби, неуточнені                                                                 |
| (N16)   | Ниркові тубуло-інтерстиціальні порушення при хворобах, класифікованих в інших рубриках                             |
| (N16.0) | Ниркові тубуло-інтерстиціальні порушення при інфекційних та паразитарних хворобах, класифікованих в інших рубриках |
| (N16.1) | Ниркові тубуло-інтерстиціальні порушення при неоплазіях                                                            |
| (N16.2) | Ниркові тубуло-інтерстиціальні порушення при захворюваннях крові і ураженнях, які залучають                        |
| (N16.3) | Ниркові тубуло-інтерстиціальні порушення при метаболічних хворобах                                                 |
| (N16.4) | Ниркові тубуло-інтерстиціальні порушення при системних ураженнях сполучної тканини                                 |
| (N16.5) | Ниркові тубуло-інтерстиціальні порушення при відторгненні трансплантата (Т86.-+)                                   |
| (N16.8) | Ниркові тубуло-інтерстиціальні порушення при інших хворобах, класифікованих в інших рубриках                       |

### (N17-N19) Ниркова недостатність
| (N17)   | Гостра ниркова недостатність                                 |
| (N17.0) | Гостра ниркова недостатність з тубулярним некрозом           |
| (N17.1) | Гостра ниркова недостатність з гострим кортикальним некрозом |
| (N17.2) | Гостра ниркова недостатність з медулярним некрозом           |
| (N17.8) | Інша гостра ниркова недостатність                            |
| (N17.9) | Гостра ниркова недостатність, неуточнена                     |
| (N18)   | Хронічна ниркова недостатність                               |
| (N18.0) | Термінальна стадія хвороби нирок                             |
| (N18.8) | Інша хронічна ниркова недостатність                          |
| (N18.9) | Хронічна ниркова недостатність, неуточнена                   |
| (N19)   | Неуточнена ниркова недостатність                             |

### (N20-N23) Сечокам'яна хвороба
| (N20)   | Камені нирки та сечовода                                                     |
| (N20.0) | Конкремент нирки                                                             |
| (N20.1) | Камінь сечоводу                                                              |
| (N20.2) | Конкремент нирки з конкрементом сечовода                                     |
| (N20.9) | Сечовий конкремент, неуточнений                                              |
| (N21)   | Камені нижнього відділу сечового тракту                                      |
| (N21.0) | Конкремент в сечовому міхурі                                                 |
| (N21.1) | Конкремент в сечовипускному отворі                                           |
| (N21.8) | Інший конкремент нижніх сечових шляхів                                       |
| (N21.9) | Конкремент нижніх сечових шляхів, неуточнений                                |
| (N22)   | Камені сечового тракту при хворобах, класифікованих в інших рубриках         |
| (N22.0) | Сечовий конкремент при шистозоматозі [більгарціозі] (В65.-+)                 |
| (N22.8) | Конкремент сечових шляхів при інших хворобах,класифікованих в інших рубриках |
| (N23)   | Неуточнена ниркова колька                                                    |

### (N25-N29) Інші ураження нирки та сечоводів
| (N25)   | Ураження внаслідок зниження ниркової тубулерної функції                                                   |
| (N25.0) | Ниркова остеодистрофія                                                                                    |
| (N25.1) | Нефрогенний нецукровий діабет                                                                             |
| (N25.8) | Інші ураження внаслідок порушеної тубулярної функції нирок                                                |
| (N25.9) | Ураження внаслідок порушень тубулярної функції нирок, неуточнене                                          |
| (N26)   | Зморщена нирка неуточненого генезу                                                                        |
| (N27)   | Мала нирка невідомого генезу                                                                              |
| (N27.0) | Маленька нирка, однобічна                                                                                 |
| (N27.1) | Маленька нирка, двобічна                                                                                  |
| (N27.9) | Маленька нирка, неуточнена                                                                                |
| (N28)   | Інші порушення нирки та сечовода, не класифіковані в інших рубриках                                       |
| (N28.0) | Ішемія і інфаркт нирки                                                                                    |
| (N28.1) | Кіста нирки, набута                                                                                       |
| (N28.8) | Інші уточнені порушення нирки і сечовода                                                                  |
| (N28.9) | Порушення нирки і сечовода, неуточнене                                                                    |
| (N29)   | Інші порушення нирки та сечовода при хворобах, класифікованих в інших рубриках                            |
| (N29.0) | Пізній сифіліс нирки (А52.2+)                                                                             |
| (N29.1) | Інші порушення нирки і сечовода при інфекційних та паразитарних хворобах, класифікованих в інших рубриках |
| (N29.8) | Інші порушення нирки і сечовода при інших хворобах, класифікованих в інших рубриках                       |

### (N30-N39) Інші хвороби сечовивідної системи
| (N30)   | Цистит                                                                        |
| (N30.0) | Гострий цистит                                                                |
| (N30.1) | Інтерстиціальний цистит (хронічний)                                           |
| (N30.2) | Інший хронічний цистит                                                        |
| (N30.3) | Тригоніт                                                                      |
| (N30.4) | Раціаційний цистит                                                            |
| (N30.8) | Інший цистит                                                                  |
| (N30.9) | Цистит, неуточнений                                                           |
| (N31)   | Нейром'язова дисфункція сечового міхура, не класифікована в інших рубриках    |
| (N31.0) | Неінгібований нейропатичний сечовий міхур, не класифікований в інших рубриках |
| (N31.1) | Рефлекс нейрогенного сечового міхура, не класифікований в інших рубриках      |
| (N31.2) | Кволий нейрогенний сечовий міхур, не класифікований в інших рубриках          |
| (N31.8) | Інша нервово-м'язова дисфункція сечового міхура                               |
| (N31.9) | Нервово-м'язова дисфункція сечового міхура, неуточнена                        |
| (N32)   | Інші порушення сечового міхура                                                |
| (N32.0) | 0бструкція шийки сечового міхура                                              |
| (N32.1) | Везикоінтестинальна нориця                                                    |
| (N32.2) | Везикальна нориця, не класифікована в інших рубриках                          |
| (N32.3) | Дивертикул сечового міхура                                                    |
| (N32.4) | Розрив сечового міхура, нетравматичний                                        |
| (N32.8) | Інші уточнені порушення сечового міхура                                       |
| (N32.9) | Порушення сечового міхура, неуточнене                                         |
| (N33)   | Порушення сечового міхура при хворобах, класифікованих в інших рубриках       |
| (N33.0) | Туберкульозний цистит (А18.1+)                                                |
| (N33.8) | Порушення сечового міхура при інших хворобах,класифікованих в інших рубриках  |
| (N34)   | Уретрит і уретральний синдром                                                 |
| (N34.0) | Уретральний абсцес                                                            |
| (N34.1) | Неспецифічний уретрит                                                         |
| (N34.2) | Інший уретрит                                                                 |
| (N34.3) | Уретральний синдром, неуточнений                                              |
| (N35)   | Уретральна структура                                                          |
| (N35.0) | Посттравматичний стеноз уретри                                                |
| (N35.1) | Постінфекційний уретральний стеноз, не класифікований в інших рубриках        |
| (N35.8) | Інший уретральний стеноз                                                      |
| (N35.9) | Уретральний стеноз, неуточнений                                               |
| (N36)   | Інші хвороби уретри                                                           |
| (N36.0) | Уретральна нориця                                                             |
| (N36.1) | Уретральний дивертикул                                                        |
| (N36.2) | Уретральне м'ясце                                                             |
| (N36.3) | Випадання слизової оболонки уретри                                            |
| (N36.8) | Інші уточнені порушення уретри                                                |
| (N36.9) | Порушення уретри, неуточнене                                                  |
| (N37)   | Порушення уретри при хворобах, класифікованих в інших рубриках                |
| (N37.0) | Уретрит при хворобах, класифікованих в інших рубриках                         |
| (N37.8) | Інші уретральні порушення при хворобах, класифікованих в інших рубриках       |
| (N39)   | Інші розлади сечовивідної системи                                             |
| (N39.0) | Інфекція сечового шляху неуточненої локалізації                               |
| (N39.1) | Персистуюча протеінурія, неуточнена                                           |
| (N39.2) | 0ртостатична протеінурія, неуточнена                                          |
| (N39.3) | Стресове нетримання сечі                                                      |
| (N39.4) | Інше уточнене нетримання сечі                                                 |
| (N39.8) | Інші уточнені порушення сечової системи                                       |
| (N39.9) | Порушення сечової системи, неуточнене                                         |

### (N40-N51) Хвороби чоловічих статевих органів
| (N40)   | Гіперплазія простати                                                                   |
| (N41)   | Запальні хвороби простати                                                              |
| (N41.0) | Гострий простатит                                                                      |
| (N41.1) | Хронічний простатит                                                                    |
| (N41.2) | Абсцес простати                                                                        |
| (N41.3) | Простатоцистит                                                                         |
| (N41.8) | Інші запальні хвороби простати                                                         |
| (N41.9) | Запальні хвороби простати, неуточнені                                                  |
| (N42)   | Інші порушення простати                                                                |
| (N42.0) | Конкремент простати                                                                    |
| (N42.1) | Застій та кровотеча в простаті                                                         |
| (N42.2) | Атрофія простати                                                                       |
| (N42.8) | Інші уточнені порушення простати                                                       |
| (N42.9) | Порушення простати, неуточнені                                                         |
| (N43)   | Гідроцеле та сперматоцеле                                                              |
| (N43.0) | Інкапсульоване гідроцеле                                                               |
| (N43.1) | Інфіковане гідроцеле                                                                   |
| (N43.2) | Інше гідроцеле                                                                         |
| (N43.3) | Гідроцеле, неуточнене                                                                  |
| (N43.4) | Сперматоцеле                                                                           |
| (N44)   | Перекручування яєчка                                                                   |
| (N45)   | Орхіт і епідидиміт                                                                     |
| (N45.0) | Орхіт, епідидиміт та епідидимоорхіт з абсцесом                                         |
| (N45.9) | Орхіт, епідидиміт та епідидимоорхіт без абсцесу                                        |
| (N46)   | Чоловіче безпліддя                                                                     |
| (N47)   | Надмірна крайня плоть, фімоз і парафімоз                                               |
| (N48)   | Інші ураження статевого члена                                                          |
| (N48.0) | Лейкоплакія статевого члена                                                            |
| (N48.1) | Баланопостит                                                                           |
| (N48.2) | Інші запальні ураження статевого члена                                                 |
| (N48.3) | Пріапізм                                                                               |
| (N48.4) | Імпотенція органічного походження                                                      |
| (N48.5) | Виразка статевого члена                                                                |
| (N48.6) | 0блітеруючий ксеротичний балантит                                                      |
| (N48.8) | Інші уточнені ураження статевого члена                                                 |
| (N49)   | Запальні ураження чоловічих статевих органів, не класифіковані в інших рубриках        |
| (N49.0) | Запальні захворювання сім'яних пухирців                                                |
| (N49.1) | Запальні захворювання сім'яного канатика оболонки яєчка та сім'япровідних протоків     |
| (N49.2) | Запальні захворювання мошонки                                                          |
| (N49.8) | Запальні захворювання інших уточнених чоловічих статевих органів                       |
| (N49.9) | Запальні захворювання неуточнених чоловічих статевих органів                           |
| (N50)   | Інші хвороби чоловічих статевих органів                                                |
| (N50.0) | Атрофія яєчок                                                                          |
| (N50.1) | Васкулярні порушення чоловічих статевих органів                                        |
| (N50.8) | Інші уточнені порушення чоловічих статевих оргаів                                      |
| (N50.9) | Порушення чоловічих статевих органів, неуточнене                                       |
| (N51)   | Ураження чоловічих статевих органів при хворобах, класифікованих в інших рубриках      |
| (N51.0) | Ураження прстоти при хворобах, класифікованих в інших рубриках                         |
| (N51.1) | Ураження яєчок та епідидимуса при хворобах, класифікованих в інших рубриках            |
| (N51.2) | Баланіт при хворобах, класифікованих в інших рубриках                                  |
| (N51.8) | Інші ураження чоловічих статевих органів при хворобах, класифікованих в інших рубриках |
| (N54)   | Інші ураження молочної залози                                                          |

### (N60-N64) Хвороби молочної залози
| (N60)   | Доброякісна дисплазія молочної залози             |
| (N60.0) | Солітарна кіста молочної залози                   |
| (N60.1) | Дифузна кістозна мастопатія                       |
| (N60.2) | Фіброаденоз молочної залози                       |
| (N60.3) | Фібросклероз молочної залози                      |
| (N60.4) | Екстазія протоків молочної залози                 |
| (N60.8) | Інші доброякісні дисплазії молочної залози        |
| (N60.9) | Доброякісні дисплазії молочної залози, неуточнені |
| (N61)   | Запальні ураження молочної залози                 |
| (N62)   | Гіпертрофія молочної залози                       |
| (N62.1) | Гінекомастія                                      |
| (N63)   | Неуточнене утворення в молочній залозі            |
| (N64.0) | Тріщина і нориця соска                            |
| (N64.0) | Інші уточнені ураження молочної залози            |
| (N64.1) | Жировий некроз молочної залози                    |
| (N64.2) | Атрофія молочної залози                           |
| (N64.3) | Галакторея, не спричинена пологами                |
| (N64.4) | Мастодінія                                        |
| (N64.5) | Інші ознаки і симптоми в молочній залозі          |
| (N64.7) | Стан після радикальної мастектомії                |
| (N64.8) | Асиметрія молочних залоз                          |

### (N70-N77)Запальні хвороби органів малого тазу у жінок
| (N70)   | Сальпінгіт і оофорит                                                                                        |
| (N70.0) | Гострий сальпінгіт та оофорит                                                                               |
| (N70.1) | Хронічний сальпінгіт та оофорит                                                                             |
| (N70.5) | Гідросальпінкс                                                                                              |
| (N70.9) | Сальпінгіт та оофорит, неуточнені                                                                           |
| (N71)   | Запальна хвороба матки, за винятком шийки матки                                                             |
| (N71.0) | Гостре запальне захворювання матки                                                                          |
| (N71.1) | Хронічне запальне захворювання матки                                                                        |
| (N71.9) | Запальне захворювання матки, неуточнене                                                                     |
| (N72)   | Запальна хвороба шийки матки                                                                                |
| (N73)   | Інші запальні хвороби органів малого тазу у жінок                                                           |
| (N73.0) | Гострий параметрит та газовий целюліт                                                                       |
| (N73.1) | Хронічний параметрит та тазовий целюліт                                                                     |
| (N73.2) | Неуточнений параметрит та тазовий целюліт                                                                   |
| (N73.3) | Гострий тазовий перитоніт у жінок                                                                           |
| (N73.4) | Хронічний тазовий перитоніт у жінок                                                                         |
| (N73.5) | Тазовий перитоніт у жінок, неуточнений                                                                      |
| (N73.6) | Тазові перитоніальні спайки у жінок (N99.4)                                                                 |
| (N73.8) | Інші уточнені запальні хвороби органів малого таза у жінок                                                  |
| (N73.9) | Запальна хвороба органів малого таза у жінок, неуточнене                                                    |
| (N74)   | Запальні ураження органів малого тазу у жінок при хворобах, класифікованих в інших рубриках                 |
| (N74.0) | Туберкульозна інфекція шийки матки (А18.1+)                                                                 |
| (N74.1) | Туберкульозні запальні хвороби органів малого тазу у жінок (А18.1+)                                         |
| (N74.2) | Сифілітичні запальні хвороби органів малого тазу у жінок (А51.4+, А52.7+)                                   |
| (N74.3) | Гонококові запальні хвороби органів малого тазу у жінок (А54.2+)                                            |
| (N74.4) | Хламідіальні запальні хвороби малого тазу у жінок (А56.1+)                                                  |
| (N74.8) | Запальні хвороби малого тазу у жінок при інших хворобах, класифікованих в інших рубриках                    |
| (N75)   | Хвороби бартолінової залози                                                                                 |
| (N75.0) | Кіста бартолінової залози                                                                                   |
| (N75.1) | Абсцес бартолінової залози                                                                                  |
| (N75.8) | Інші хвороби бартолінової залози                                                                            |
| (N75.9) | Хвороба бартолінової залози, неуточнена                                                                     |
| (N76)   | Інше запалення піхви та вульви                                                                              |
| (N76.0) | Гострий вагініт                                                                                             |
| (N76.1) | Підгострий і хронічний вагініт                                                                              |
| (N76.2) | Гострий вульвіт                                                                                             |
| (N76.3) | Підгострий і хронічний вульвіт                                                                              |
| (N76.4) | Абсцес вульви                                                                                               |
| (N76.5) | Виразка піхви                                                                                               |
| (N76.6) | Виразка піхви                                                                                               |
| (N76.8) | Інші уточнені запалення піхви і вульви                                                                      |
| (N77)   | Вульвовагінальні виразки та запалення при хворобах, класифікованих в інших рубриках                         |
| (N77.0) | Виразка вульви при інфекційних та паразитарних хворобах, класифікованих в інших рубриках                    |
| (N77.1) | Вагініт, вульвіт та вульвовагініт при інфекційних та паразитарних хворобах, класифікованих в інших рубриках |
| (N77.8) | ВульвоваІшнальні виразки та запалення при інших хворобах, класифікованих в інших рубриках                   |

### (N80-N98) Незапальні хвороби жіночих статевих органів
| (N80)   | Ендометріоз                                                                         |
| (N80.0) | Ендометрит матки                                                                    |
| (N81)   | Випадання статевих органів у жінок                                                  |
| (N81.0) | Уретроцеле у жінок                                                                  |
| (N81.1) | Грижа сечового міхура (цистоцеле)                                                   |
| (N81.2) | Неповне маточновагінальне випадання                                                 |
| (N81.3) | Повне маточновагінальне випадання                                                   |
| (N81.4) | Маточновагінальне випадання, неуточнене                                             |
| (N81.5) | Ентероцеле                                                                          |
| (N81.6) | Ректоцеле ентероцеле                                                                |
| (N81.8) | Грижа сечового міхура                                                               |
| (N81.8) | Інше випадання жіночих геніталій                                                    |
| (N81.9) | Випадання жіночих геніталій, неуточнене                                             |
| (N82)   | Свищ статевих органів у жінок                                                       |
| (N82.0) | Везиковагінальний свищ                                                              |
| (N82.1) | Інший свищ жіночих сечостатевих шляхів                                              |
| (N82.2) | Свищ із вагіни в тонкий кишечник                                                    |
| (N82.3) | Свищ із вагіни в товстий кишечник                                                   |
| (N82.4) | Інший свищ кишечностатевих шляхів у жінок                                           |
| (N82.5) | Свищ статевих шляхів-шкіри у жінок                                                  |
| (N82.8) | Інший свищ жіночих статевих шляхів                                                  |
| (N82.9) | Свищ жіночих статевих шляхів, неуточнений                                           |
| (N83)   | Незапальні ураження яєчника, фалопієвої труби та широкої зв'язки матки              |
| (N83.0) | Фолікулярна кіста яєчника                                                           |
| (N83.1) | Кіста жовтого тіла                                                                  |
| (N83.2) | Інші і неуточнені кісти яєчників                                                    |
| (N83.3) | Набута атрофія яєчника і фаллопієвої труби                                          |
| (N83.4) | Випадання та грижа яєчника і фаллопієвої труби                                      |
| (N83.5) | Перекручування яєчника, ніжки яєчника та фаллопієвої труби                          |
| (N83.6) | Гематосальпінкс                                                                     |
| (N83.7) | Гематома широкої зв'язки                                                            |
| (N83.8) | Інші незапальні ураження яєчника, фаллопієвої труби та широкої зв'язки              |
| (N83.9) | Незапальні ураження яєчника, фаллопієвої труби та широкої зв'язки, неуточнені       |
| (N84)   | Поліп жіночого статевого органу                                                     |
| (N84.0) | Поліп тіла матки                                                                    |
| (N84.1) | Поліп шийки матки                                                                   |
| (N84.2) | Поліп вагіни                                                                        |
| (N84.4) | Поліп вульви                                                                        |
| (N84.8) | Поліп інших частин жіночих статевих шляхів                                          |
| (N84.9) | Поліп жіночих статевих шляхів, неуточнений                                          |
| (N85)   | Інші незапальні ураження матки, за винятком шийки матки                             |
| (N85.0) | Залозиста гіперплазія ендометрія                                                    |
| (N85.1) | Аденоматозна гіперплазія ендометрія                                                 |
| (N85.2) | Гіпертрофія матки                                                                   |
| (N85.3) | Субінволюція матки                                                                  |
| (N85.4) | Неправильне положення матки                                                         |
| (N85.5) | Інверсія матки                                                                      |
| (N85.6) | Внутрішньоматочна спайка                                                            |
| (N85.7) | Гематометра                                                                         |
| (N85.8) | Інші уточнені незапальні ураження матки                                             |
| (N85.9) | Незапальні ураження матки, неуточнені                                               |
| (N86)   | Ерозія та ектропіон шийки матки                                                     |
| (N87)   | Дисплазія шийки матки                                                               |
| (N87.0) | Слабка дисплазія шийки матки                                                        |
| (N87.1) | Помірна дисплазія шийки матки                                                       |
| (N87.2) | Тяжка дисплазія шийки, не класифікована в інших рубриках                            |
| (N87.9) | Дисплазія шийки матки, неуточнена                                                   |
| (N88)   | Інші незапальні ураження шийки матки                                                |
| (N88.0) | Лейкоплакія шийки матки                                                             |
| (N88.1) | Старий розрив шийки матки                                                           |
| (N88.2) | Стріктура і стеноз шийки матки                                                      |
| (N88.3) | Недосконала шийка матки                                                             |
| (N88.4) | Гіпертрофічне видовження шийки матки                                                |
| (N88.8) | Інші уточнені незапальні ураження шийки матки                                       |
| (N88.9) | Незапальні ураження шийки матки, неуточнені                                         |
| (N89)   | Інші незапальні ураження вагіни                                                     |
| (N89.0) | Слабка дисплазія вагіни                                                             |
| (N89.1) | Помірна дисплазія вагіни                                                            |
| (N89.2) | Тяжка дисплазія вагіни, не класифікована в інших рубриках                           |
| (N89.3) | Дисплазія вагіни, неуточнена                                                        |
| (N89.4) | Лейкоплакія вагіни                                                                  |
| (N89.5) | Стріктура та атрезія вагіни                                                         |
| (N89.6) | Щільне дівоче кільце                                                                |
| (N89.7) | Гематокольпос                                                                       |
| (N89.8) | Інші уточнені незапальні ураження піхви                                             |
| (N89.9) | Незапальні ураження вагіни, неуточнені                                              |
| (N90)   | Інші незапальні ураження вульви та промежини                                        |
| (N90.0) | Слабка дисплазія вульви                                                             |
| (N90.1) | Помірна дисплазія вульви                                                            |
| (N90.2) | Тяжка дисплазія вульви, не класифікована в інших рубриках                           |
| (N90.3) | Дисплазія вульви, неуточнена                                                        |
| (N90.4) | Лейкоплакія вульви                                                                  |
| (N90.5) | Атрофія вульви                                                                      |
| (N90.6) | Гіпертрофія вульви                                                                  |
| (N90.7) | Кіста вульви                                                                        |
| (N90.8) | Інші уточнені незапальні ураження вульви та промежини                               |
| (N90.9) | Незапальні ураження вульви та промежини, неуточнені                                 |
| (N91)   | Відсутня, скудна та нерегулярна менструація                                         |
| (N91.0) | Первинна аменорея                                                                   |
| (N91.1) | Вторинна аменорея                                                                   |
| (N91.2) | Аменорея, неуточнена                                                                |
| (N91.3) | Первинна олігоменорея                                                               |
| (N91.5) | 0лігоменорея, неуточнена                                                            |
| (N92)   | Надмірна, часта та нерегулярна менструація                                          |
| (N92.0) | Надмірна і часта менструація з регулярним циклом                                    |
| (N92.1) | Надмірна і часта менструація з нерегулярним циклом                                  |
| (N92.2) | Надмірна менструація в період статевого дозрівання                                  |
| (N92.3) | 0вуляційна кровотеча                                                                |
| (N92.4) | Надмірна кровотеча в пременопаузальний період                                       |
| (N92.5) | Інша уточнена нерегулярна менструація                                               |
| (N92.6) | Нерегулярна менструація, неуточнена                                                 |
| (N92.8) | Дисфункціональна маткова кровотеча                                                  |
| (N93)   | Інші патологічні кровотечі із матки та вагіни                                       |
| (N93.0) | Кровотеча після і під час статевого контакту                                        |
| (N93.8) | Інша уточнена аномальна маткова і вагінальна кровотеча                              |
| (N93.9) | Аномальна маткова та вагінальна кровотеча, неуточнена                               |
| (N94)   | Біль та інші стани, пов'язані з жіночими статевими органами та менструальним циклом |
| (N94.0) | Запаморочення                                                                       |
| (N94.1) | Відсутність лібідо                                                                  |
| (N94.2) | Вагінізм                                                                            |
| (N94.3) | Пременструальний синдром напруги                                                    |
| (N94.4) | Первинна дисменорея                                                                 |
| (N94.5) | Вторинна дисменорея                                                                 |
| (N94.6) | Дисменорея, неуточнена                                                              |
| (N94.8) | Інші уточнені стани, пов'язані з жіночими статевими органами і менструальним циклом |
| (N94.9) | Неуточнені стани, пов'язані з жіночими статевими органами і менструальним циклом    |
| (N95)   | Менопаузальні та інші перименопаузальні розлади                                     |
| (N95.0) | Кровотеча в постменопаузі                                                           |
| (N95.1) | Стан менопаузи та жіночого клімаксу                                                 |
| (N95.2) | Атрофічний вагініт в постменопаузі                                                  |
| (N95.3) | Стани, пов'язані з штучною менопаузою                                               |
| (N95.8) | Інші уточнені порушення в менопаузі та перименопаузі                                |
| (N95.9) | Порушення в менопаузі та перименопаузі, неуточнені                                  |
| (N96)   | Звичний викидень                                                                    |
| (N97)   | Жіноча безплідність                                                                 |
| (N97.0) | Жіноча безплідність, зв'язана з ановуляцією                                         |
| (N97.1) | Жіноча безплідність трубного походження, пов'язана з вродженою аномалією труби      |
| (N97.2) | Жіноча безплідність маточного походження, пов'язана з вродженою аномалією матки     |
| (N97.3) | Жіноча безплідність шийкового походження                                            |
| (N97.4) | Жіноча безплідність, пов'язана з чоловічими факторами                               |
| (N97.8) | Жіноча безплідність іншої природи                                                   |
| (N97.9) | Жіноча безплідність, неуточнена                                                     |
| (N98)   | Ускладнення, пов'язані зі штучним заплідненням                                      |
| (N98.0) | Інфекції, пов'язані з штучним заплідненням                                          |
| (N98.1) | Гіперстимуляція яєчників                                                            |
| (N98.2) | Ускладнення внаслідок спроби введення запідненої яйцеклітини, заплідненої invitro   |
| (N98.3) | Ускладнення після спроби введення ембріона при подсадці ембріона                    |
| (N98.8) | Інші ускладнення, пов'язані зі штучним заплідненням                                 |
| (N98.9) | Ускладнення, пов'язані зі штучним заплідненням, неуточнені                          |

### (N99) Інші порушення сечостатевої системи
| (N99)   | Постпроцедурні ураження сечостатевої системи, не класифіковані в інших рубриках |
| (N99.0) | Післяопераційна ниркова недостатність                                           |
| (N99.1) | Післяопераційний стеноз сечовипускного каналу                                   |
| (N99.2) | Післяопераційні спайки вагіни                                                   |
| (N99.3) | Випадання стінки вагіни після гістеректомії                                     |
| (N99.4) | Післяопераційні спайки черевини малого таза                                     |
| (N99.5) | Порушення функції зовнішнього отвору сечового шляху                             |
| (N99.8) | Інші післяопераційні порушення сечостатевої системи                             |
| (N99.9) | Післяопераційні порушення сечостатевої системи, неуточнені                      |

## Виноски
1. ↑  International Statistical Classification of Diseases and Related Health Problems 10th Revision. Version:2015 (англ.). World Health Organization. Процитовано 15 листопада 2015. (англ.)
2. ↑  Клініко-статистична класифікація хвороб, розроблена на базі МКХ-10 (проект) (укр.). Міністерство охорони здоров'я України. Процитовано 15 листопада 2015. (укр.)